# The/Das
The/Das est un projet musical d'electronica allemand, originaire de Berlin, formé en 2012 par Fabian Fenk et Anton K. Feist (né en 1978), anciennement Bodi Bill. Ils appellent eux-mêmes le son qu'ils créent en duo « techno tenderness ». Le nom du groupe, The/Das, doit avoir une signification neutre et ne pas renvoyer à une direction particulière.

## Biographie
Après la mise en veilleuse de Bodi Bill en 2011, Fabian et Anton lancent ensemble le projet The/Das en 2012 et Alex Stolze fonde le groupe UNMAP. La même année, l'EP Fresh Water sort sur le label italien Life and Death, et contient entre autres deux remixes du duo techno Tale of Us.
En 2013, le mini-album de cinq titres Speak Your Mind Speak est publié sur le label berlinois Sinnbus. Le premier album, Freezer, composé de 8 morceaux, sort un an plus tard.
La vidéo musicale du single My Made Up Spook est réalisée lors du voyage en Inde du chanteur Fabian Fenk.
Sur scène, Fabian et Anton reçoivent le renfort du batteur du groupe Apparat Jörg Wähner et du DJ Thomalla. En plus des concerts avec The/Das, Fenk est DJ et Feist travaille comme ingénieur du son pour le cinéma.

## Discographie
- 2012 : Fresh Water (EP avec Tale of Us et Clockwork, Life and Death)
- 2013 : Outfashioned (EP, Life and Death)
- 2013 : Speak Your Mind Speak (mini-album, Sinnbus)
- 2013 : Mind Speak Remixes (EP remixé, Krakatau Records)
- 2014 : Freezer (album, Sinnbus)